# Urmila Matondkar
Urmila Matondkar, née le 4 février 1974 à Bombay (Maharashtra) est une actrice et animatrice de télévision indienne.
Après avoir tourné plusieurs films alors qu'elle n'est qu'une enfant, elle interprète son premier rôle d'adulte dans le film à succès Narasimha (1991). Elle connaît le succès quelques années plus tard avec le blockbuster Rangeela (1995) du réalisateur télougou Ram Gopal Varma, d'autres succès populaires suivent, Judaai (1997), Satya (1998), Pyaar Tune Kya Kiya (2001) et Ek Hasina Thi (2004). L'actrice atteint le sommet de sa célébrité avec Fantômes, elle tourne également dans des films d'auteur, Tehzeeb (2003) de Khalid Mohamed, Pinjar (2003) de Chandra Prakash Dwivedi, Maine Gandhi Ko Nahin Mara (2005) de Jahnu Barua ou Bas Ek Pal (2006) d'Onir.
Urmila Matondkar a reçu plusieurs prix de la meilleure actrice, de plus, ses qualités de danseuse lui ont permis d'être fréquemment sollicitée pour interpréter des item numbers.

## Biographie
Urmila Matondkar naît à Bombay dans l'état de Maharashtra, le 4 février 1974 au sein d'une famille hindoue konkani,, Urmila Matondkar est la fille d'un professeur. Étudiante, elle obtient une bourse de mérite pendant ses années universitaires.

### Vie privée
L'actrice est très discrète sur sa vie privée, ainsi on ne lui connaît aucune histoire d'amour, néanmoins des rumeurs ont circulé sur sa prétendue relation avec le réalisateur Ram Gopal Varma , et l'homme d'affaires Anmol Mehta.
En 2011 selon Rediff Urmila Matondkar est la 10e meilleure actrice de sa génération.
Urmila est marié avec Mohsin Akhtar depuis 2002.

## Carrière

### Débuts (1980-1994)
Urmila Matondkar commence sa carrière à Bollywood dès l'âge de 8 ans en 1980 dans les films Kalyug et Zakol. Entre 1984 et 1989 elle interprète des rôles d'enfant dans six films hindis et un film malayalam néanmoins seul Masoom est apprécié par la critique.
Il faut attendre 1991 pour qu'Urmila Matondkar joue son premier rôle d'adulte dans le film à succès Narasimha.
Entre 1992 et 1994 Urmila Matondkar tourne dans un certain nombre de films qui sont des échecs au box-office, seul Chamatkar connait un succès commercial,,,.

### Succès (1995-2004)

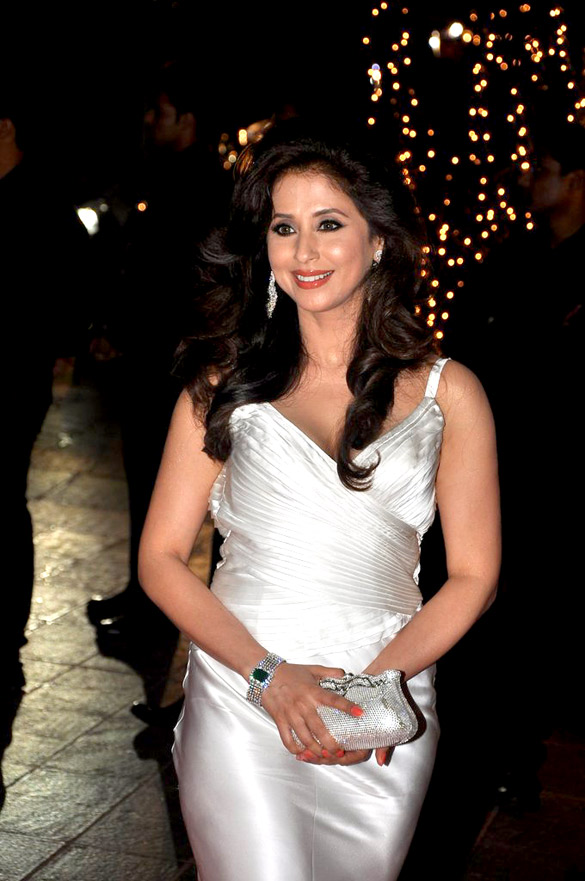
Urmila Matondkar, lors de sa première nomination, à la cérémonie des Filmfare Awards pour Rangeela.

En 1995 Urmila Matondkar tourne Rangeela, où elle interprète le rôle de la ravissante Mili, une jeune fille moderne issue de la classe moyenne de Bombay qui rêve de gloire et de paillette aux côtés d'Aamir Khan. C'est un succès critique et commercial qui se classe à la quatrième place du box-office indien. Pour son interprétation, Urmila Matondkar est nommée au Filmfare Award de la meilleure actrice, le film lui ouvre les portes de Bollywood, un sex-symbol est né : Urmila Matondkar collectionne les couvertures de magazines et alimente les fantasmes masculins.
S'ensuit le film malayalam Thacholi Varghese Chekavar puis en 1996 son premier film de Kollywood, Indien qui connaît un certain succès.
L'année suivante est encore très bonne, elle tourne dans cinq films, parmi lesquels Judaai aux côtés de Sridevi qui connaît un grand succès au box-office et permet à Urmila Matondkar de recevoir sa seconde nomination de la meilleure actrice lors de la cérémonie des Filmfare Awards. Puis elle enchaîne avec Aflatoon aux côtés d'Akshay Kumar, le film est un succès mitigé.
La fortune continue à sourire à l'actrice puisque l'année suivante elle est à l'affiche du film d'action à succès Satya, cette production permet en outre à Urmila Matondkar de recevoir sa troisième nomination au Filmfare Award de la meilleure actrice.
Puis elle tourne un item number qui s'intitule Chama chama pour China Gate, cette séquence de danse et de chant qu'offre Urmila Matondkar est saluée par la critique, l'actrice est alors considérée comme l'une des plus grandes danseuses de sa génération.
Toujours la même année, Urmila Matondkar refuse d’interpréter le rôle de Tina dans Kuch Kuch Hota Hai.
Après ses nombreux succès Urmila Matondkar est l'une des stars féminines indiennes les mieux payées avec une moyenne de 20 millions de roupies pour chacune de ses prestations.
L'année 1999 se révèle excellente pour l'actrice. Elle apparaît tout d'abord dans Jaanam Samjha Karo où elle partage l'affiche avec Salman Khan. Le film est un hit musical[pas clair]. L'actrice s'essaie à la comédie avec succès dans Hum Tum Pe Marte Hain où elle donne pour la première fois la réplique à Govinda. Les films suivants, Mast, Dillagi, Khoobsurat (hi) et surtout Kaun, où l'actrice interprète pour la première fois un rôle négatif, confirment son succès commercial.
En 2000, Urmila Matondkar apparait dans Deewane aux côtés d'Ajay Devgan et Mahima Chaudhry ; le film est accueilli chaleureusement par la critique et le public. Elle retrouve ensuite Govinda dans une nouvelle comédie, Kunwara, qui remplit les salles de cinéma.
L'année suivante l'actrice est à l'affiche de Pyaar Tune Kya Kiya, elle y interprète Ria, une schizophrène prête à tuer pour parvenir à ses fins et sombre dans la folie. Franc succès, elle reçoit une multitude de nominations dans la catégorie meilleure actrice,. Suivent en 2002 les succès populaires Om Jai Jagadish et surtout Deewangee où elle retrouve Ajay Devgan.
En 2003, Urmila Matondkar tourne dans le film à succès Fantômes aux côtés d'Ajay Devgan. Elle reçoit enfin au terme de maintes propositions le Filmfare Critic's Award de la meilleure actrice attribué par les critiques pour sa prestation ainsi que le Bollywood Movie Awards ou encore le Star Screen Awards de la meilleure actrice. Toujours la même année, Urmila Matondkar occupe la 3e place du top 5 établi par le magazine Rediff.
L'année suivante, elle figure dans Ek Hasina Thi où elle interprète le rôle poignant de Sarika, une femme trompée par l'homme dont elle est amoureuse, (Saif Ali Khan), et se retrouve en prison. Succès critique et public son interprétation de femme vengeresse lui vaut une nomination au Filmfare Award de la meilleure actrice.

### Depuis 2005
En 2005 Urmila Matondkar devient plus sélective et s'oriente vers le cinéma d'auteur. Naina est un film d’horreur qui déclenche une controverse lors de sa sortie en Inde car il traite du don de cornée. C'est néanmoins un succès critique. Maine Gandhi Ko Nahin Mara relate l'histoire d'un professeur qui pense être responsable de la mort de Gandhi ; c'est un échec au box-office mais il est encensé par la critique et remporte le prix Kodak vision.
L'année suivante Urmila Matondkar tourne dans Bénarès, dans lequel la critique salue encore une fois son interprétation, et Bas Ek Pal, les deux films sont néanmoins des flop au box-office.
Puis en 2007 Urmila Matondkar tourne le remake du film américain Cellular, Speed, le long métrage est un échec au box-office. Par ailleurs elle effectue de courtes apparitions dans Ram Gopal Varma Ki Aag et Om Shanti Om.
En 2008 l'actrice tourne Karzzzz qui, bien que très attendu, est une déception au box-office. La comédienne se tourne ensuite vers la télévision où elle est jurée dans l'émission Waar Parriwar. De même, en 2011 dans l'émission de danse Chak Dhoom Dhoom où elle occupe cette fonction aux côtés de Terence Lewis et Javed Jaffrey (en).
L'année suivante, Urmila Matondkar prête sa voix pour le doublage d'un film d'animation, Delhi Safari. Puis elle réalise son quatrième item number dans le film marathi Hridaynath.

## Filmographie

### Cinéma
- 1980 : Zakol
- 1981 : Kalyug : Parikshit
- 1983 : Masoom : Pinky
- 1984 : Bhavna
- 1985 : Sur Sangam : Urmila
- 1987 : Dacait : Shanta
- 1989 : Bade Ghar Ki Beti
- 1989 : Chanakyan : Renu
- 1991 : Narasimha : Meenu
- 1992 : Chamatkar : Mala
- 1992 : Antham
- 1992 : Drohi : Bhavna
- 1993 : Shreemaan Aashique : Shanno
- 1993 : Gaayam
- 1993 : Bedardi : Honey
- 1994 : Kanoon : Shalu
- 1994 : Aa Gale Lag Jaa : Roshni
- 1995 : Rangeela : Mili Joshi
- 1995 : Thacholi Varghese Chekavar : Maya
- 1996 : Indian : Sapna
- 1997 : Judaai : Janhvi Sahni
- 1997 : Mere Sapno Ki Rani : Sapna
- 1997 : Anaganaga Oka Roju : Madhu
- 1997 : Daud : Bhavani
- 1997 : Aflatoon : Pooja
- 1998 : Satya : Vidya
- 1998 : Kudrat : Mala
- 1998 : China Gate
- 1998 : Chhota Chetan : Miss Hawa Hawai
- 1999 : Jaanam Samjha Karo : Chandni
- 1999 : Hum Tum Pe Marte Hain : Radhika
- 1999 : Mast : Mallika
- 1999 : Dillagi : Shalini
- 1999 : Khoobsurat (hi) : Shivani
- 1999 : Kaun
- 2000 : Jungle : Anu
- 2000 : Deewane : Sapna
- 2000 : Kunwara : Urmila
- 2001 : Pyaar Tune Kya Kiya : Ria
- 2001 : Lajja
- 2002 : Company
- 2002 : Om Jai Jagadish : Nitu
- 2002 : Deewangee : Sargam
- 2003 : Fantômes : Swati
- 2003 : Tehzeeb : Tehzeeb Mirza
- 2003 : Pinjar : Puro
- 2004 : Ek Hasina Thi : Sarika Vartak
- 2005 : Naina : Naina
- 2005 : Maine Gandhi Ko Nahin Mara : Trisha
- 2006 : Banaras : Shwetamabri
- 2006 : Bas Ek Pal : Anamika
- 2007 : Ram Gopal Varma Ki Aag : Danseuse gitane
- 2007 : Om Shanti Om : Elle-même
- 2007 : Speed : Richa
- 2008 : Karzzzz : Kaamini
- 2008 : EMI– Liya Hai Toh Chukana Parega : Prerana Joshi
- 2011 : Shabri
- 2012 : Delhi Safari : (voix)
- 2012 : Hridaynath

### Télévision

#### Séries télévisées
- 1987 : Zindagi

#### Emissions
- 2008 : Waar Parriwar
- 2011 : Chak Dhoom Dhoom[30]

## Box-Office
| Film                             | Année                 | Recettes en roupies | Classement |
| -------------------------------- | --------------------- | ------------------- | ---------- |
| Kalyug                           | 1980[réf. nécessaire] |                     |            |
| Zakol                            | 1980                  |                     |            |
| Masoom                           | 1980                  |                     |            |
| Bhavna                           | 1984                  |                     |            |
| Sur Sangam                       | 1985                  |                     |            |
| Dacait                           | 1987                  |                     |            |
| Bade Ghar Ki Beti                | 1989                  |                     |            |
| Chanakyan                        | 1989                  |                     |            |
| Narasimha                        | 1991                  | 470 240 000         | 8e         |
| Chamatkar                        | 1992                  | 270 020 000         | 21e        |
| Antham                           | 1992                  |                     |            |
| Drohi                            | 1992                  | 100 340 000         |            |
| Shreemaan Aashique               | 1993                  |                     |            |
| Gaayam                           | 1993                  |                     |            |
| Bedardi                          | 1993                  | 53 400 000          | 576e       |
| Kanoon                           | 1994                  | 25 900 000          |            |
| Aa Gale Lag Jaa                  | 1994                  | 58 200 000          | 357e       |
| Rangeela                         | 1995                  | 1 160 000 000       | 35e        |
| Thacholi Varghese Chekavar       | 1995                  |                     |            |
| Indian                           | 1996                  | 830 400 000         | 9e         |
| Judaai                           | 1997                  | 550 230 000         | 11e        |
| Mere Sapno Ki Rani               | 1997                  | 140 500 000         |            |
| Anaganaga Oka Roju               | 1997                  |                     |            |
| Daud                             | 1997                  | 410 420 000         | 20e        |
| Aflatoon                         | 1997                  | 240 160 000         | 20e        |
| Satya                            | 1998                  | 690 160 000         | 13e        |
| Kudrat                           | 1998                  |                     |            |
| Chhota Chetan                    | 1998                  |                     | 21e        |
| Jaanam Samjha Karo               | 1999                  | 480 080 000         | 21e        |
| Hum Tum Pe Marte Hain            | 1999                  | 360 060 000         |            |
| Mast                             | 1999                  | 380 350 000         |            |
| Dillagi                          | 1999                  | 400 070 000         | 22e        |
| Khoobsurat (hi)                  | 1999                  |                     |            |
| Kaun                             | 1999                  | 250 760 000         |            |
| Jungle                           | 2000                  |                     |            |
| Deewane                          | 2000                  | 260 490 000         |            |
| Kunwara                          | 2000                  | 430 350 000         | 13e        |
| Pyaar Tune Kya Kiya              | 2001                  | 280 580 000         | 20e        |
| Om Jai Jagadish                  | 2002                  | 190 790 000         |            |
| Deewangee                        | 2002                  | 420 820 000         | 9e         |
| Fantômes                         | 2003                  | 400 030 000         | 13e        |
| Tehzeeb                          | 2003                  | 30 540 000          |            |
| Pinjar                           | 2003                  | 110 400 000         |            |
| Ek Hasina Thi                    | 2004                  | 120 330 000         |            |
| Naina                            | 2005                  | 90 440 000          |            |
| Maine Gandhi Ko Nahin Mara       | 2005                  | 17 770 000          |            |
| Banaras                          | 2006                  |                     |            |
| Bas Ek Pal                       | 2006                  | 10 630 000          |            |
| Speed                            | 2007                  | 10 310 000          |            |
| Karzzzz                          | 2008                  | 160 940 000         | 30e        |
| EMI– Liya Hai Toh Chukana Parega | 2008                  | 60 090 000          |            |

## Distinctions
- Filmfare Award
  - 2004 : Meilleure actrice pour Fantômes, attribué par les critiques.
- Smita Patil Memorial Award
  - 2004 : Contribution au Cinéma Indien
- Star Screen Award
  - 2004 : Meilleure actrice pour Fantômes.
- Zee Cine Award
  - 2004 : Meilleure actrice pour Fantômes.
- Bollywood Movie Award
  - 2001 : Star de L'année pour Pyaar Tune Kya Kiya
  - 2004 : Meilleure actrice pour Fantômes
  - 2005 : Meilleure actrice pour Maine Gandhi Ko Nahin Mara
- Apsara Film & Television Producers Guild Awards
  - 2004 : Meilleure actrice pour Fantômes